# Stade Mario-Rigamonti
 (avril 2025).
Si vous disposez d'ouvrages ou d'articles de référence ou si vous connaissez des sites web de qualité traitant du thème abordé ici, merci de compléter l'article en donnant les références utiles à sa vérifiabilité et en les liant à la section « Notes et références ».
Le stade Mario-Rigamonti est une enceinte sportive située à Brescia. Principal équipement sportif de la ville de Brescia, le stade Mario-Rigamonti est utilisé par le club de football du Brescia Calcio. 
Il fut construit en 1928 et offre aujourd'hui une capacité de 23 072 places.
Il est nommé d'après Mario Rigamonti, footballeur du Grande Torino, né à Brescia et décédé lors de la tragédie de Superga.